# Жанейру-де-Байшу
Жанейру-де-Байшу (порт. Janeiro de Baixo)  —  район (фрегезия) в Португалии,  входит в округ Коимбра. Является составной частью муниципалитета  Пампильоза-да-Серра. По старому административному делению входил в провинцию Бейра-Байша. Входит в экономико-статистический  субрегион Пиньял-Интериор-Норте, который входит в Центральный регион. Население составляет 764 человека на 2001 год. Занимает площадь 40,54 км².